# Willkürliche Einheit
Unter einer willkürlichen Einheit (englisch arbitrary unit) versteht man eine relative Einheit. Das Konzept dieser Einheiten kann bei Messungen in Wissenschaft und Technik angewendet werden.

## Beschreibung und Zweck

Im vorliegenden Beispiel wird in der vertikalen Achse eine willkürliche Einheit verwendet, um die Strom-Spannungs-Kennlinie eines generischen FET darzustellen. Der elektrische Strom wird hierbei in der generischen Einheit dargestellt, während die Spannung in Volt angegeben wird.

Viele Messungen sind vergleichend, und der absolute Wert einer Messung ist einerseits schwierig zu bestimmen und ermöglicht des Weiteren häufig wenig bis keine zusätzliche Aussage, wenn das Resultat in der zugrunde liegenden physikalischen Einheit angegeben wird. Indem kontrollierbare Parameter variiert werden, kann das Ergebnis verschiedener Messungen verglichen werden. Durch Interpretation der Ergebnisse können Einflüsse identifiziert werden.
Ein weiterer Einsatzzweck der willkürlichen Einheit kann rein theoretischer Natur sein. Auch hier lässt sich der Einfluss verschiedener Parameter oder Ausgangslagen auf das Ergebnis darstellen. So lässt sich die Beziehung unterschiedlicher Faktoren untereinander darstellen, ohne dass zwingend das exakte Ergebnis bekannt sein muss.
Ein Beispiel einer willkürlichen Einheit ist die Internationale Einheit (IE) in der Medizin, mit welcher die Wirkung eines Wirkstoffs anhand eines Vergleichs mit einer willkürlich gelegten Referenz-Wirkung quantifiziert wird. Dadurch lassen sich verschiedene Wirksamkeiten von z. B. Hormonen, Antibiotika oder Impfstoffen oder Darreichungsformen von Medikamenten miteinander vergleichen.

### Nomenklatur
Die willkürliche Einheit wird als standardisierte Maßeinheit hauptsächlich in der medizinischen Labordiagnostik zur Quantifizierung von Antikörperkonzentrationen verwendet und in diesem Kontext in der Regel UA/ml (für frz. unités arbitraires/millilitre), bisweilen aber auch deutsch AE (für ‚arbiträre Einheiten‘) abgekürzt.
Die willkürliche Einheit wird auch in technischen und wissenschaftlichen Publikationen häufig verwendet. Da viele dieser Publikationen in englischer Spracge erscheinen, wird die willkürliche Einheit hier oft englisch verwendet (Arbitrary Units) respektive abgekürzt. Verwendet werden: arb. unit, arb. u., AU, sowie a.u. In UCUM wird die willkürliche Einheit als [arb'U] dargestellt. Um Verwechslungen mit atomaren Einheiten a.u. bzw. der astronomischen Einheit AU zu vermeiden, wird von vielen Fachzeitschriften empfohlen, eine eindeutige Abkürzung zu verwenden.